# Leucospis fallax
Leucospis fallax är en stekelart som beskrevs av Boucek 1974. Leucospis fallax ingår i släktet Leucospis och familjen Leucospidae.
Artens utbredningsområde är Zimbabwe. Inga underarter finns listade i Catalogue of Life.